# Marienlift

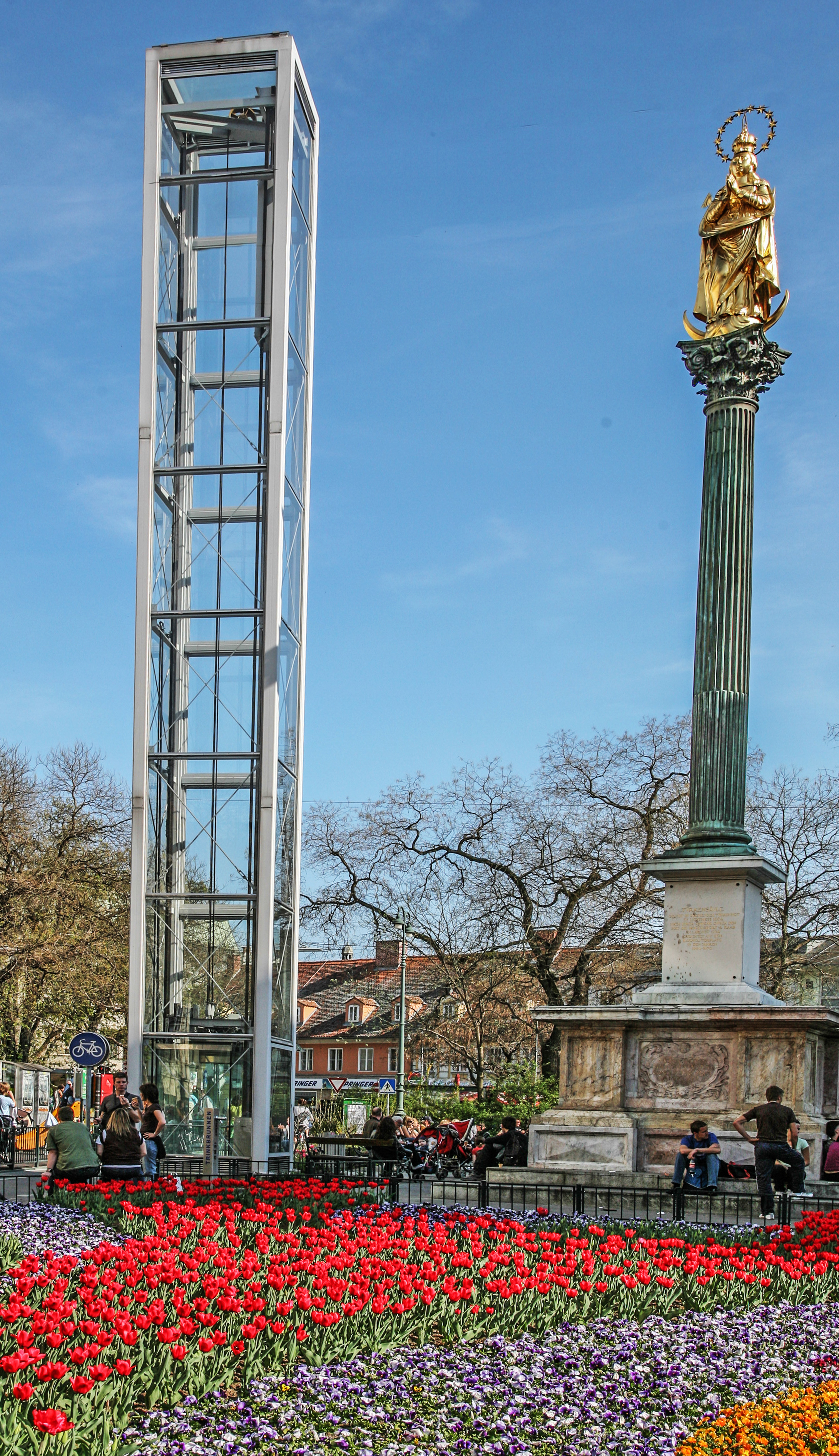
Marienlift, Mariensäule am Grazer Tor

Der Marienlift in Graz war eine 2003 bis Oktober 2007 bestehende Kunstinstallation des Künstlers Richard Kriesche.
Der aus Anlass des Grazer Kulturhauptstadtjahrs 2003 wenig östlich der Mariensäule am Eisernen Tor in der Grazer Innenstadt errichtete 18 Meter hohe Seilaufzug mit verglastem Schacht und Glaskabine sollte es dem Besucher gegen Bezahlung eines kleinen Obolus (1 Euro) ermöglichen, der vergoldeten Madonna „auf Augenhöhe“ zu begegnen. Es bot sich ein erhöhter Blick in die Herrengasse.
Der gläserne Lift sollte ein Symbol für eine egalitäre, demokratische Gesellschaft darstellen. Abseits der weltlichen und religiösen Deutungen der Mariensäule sollten sich die Bürger und Bürgerinnen selbst ein Bild von der Stadt aus der Perspektive der Heiligen machen. Der Künstler sah dadurch eine demokratische Erhöhung gegeben, die die Herrschenden abschaffte, die über dem Volk stünden.
„In Augenhöhe mit Maria erfahren Bürger, was seinerzeit Menschen nur dem Außergewöhnlichen zugestanden haben, den Ruf zur Entfaltung ihrer selbst“ war an der Stirnseite des Marienlifts in Stahl geätzt.
Nach insgesamt weit über 200.000 beförderten Besuchern und 83.295 Fahrten wurde der Lift mit der Begründung ein „Kunstwerk auf Zeit“ zu sein für 40.000 Euro an die Stadtwerke Hartberg-  gegen den Protest des Künstlers – für die Verwertung als Aussichtsturm verkauft.